# Røyrvik
Røyrvik (südsamisch Raarvihke) ist eine Kommune im norwegischen Fylke Trøndelag. Die Kommune hat 443 Einwohner (Stand: 1. Januar 2025). Verwaltungssitz ist der gleichnamige Ort Røyrvik.

## Geografie

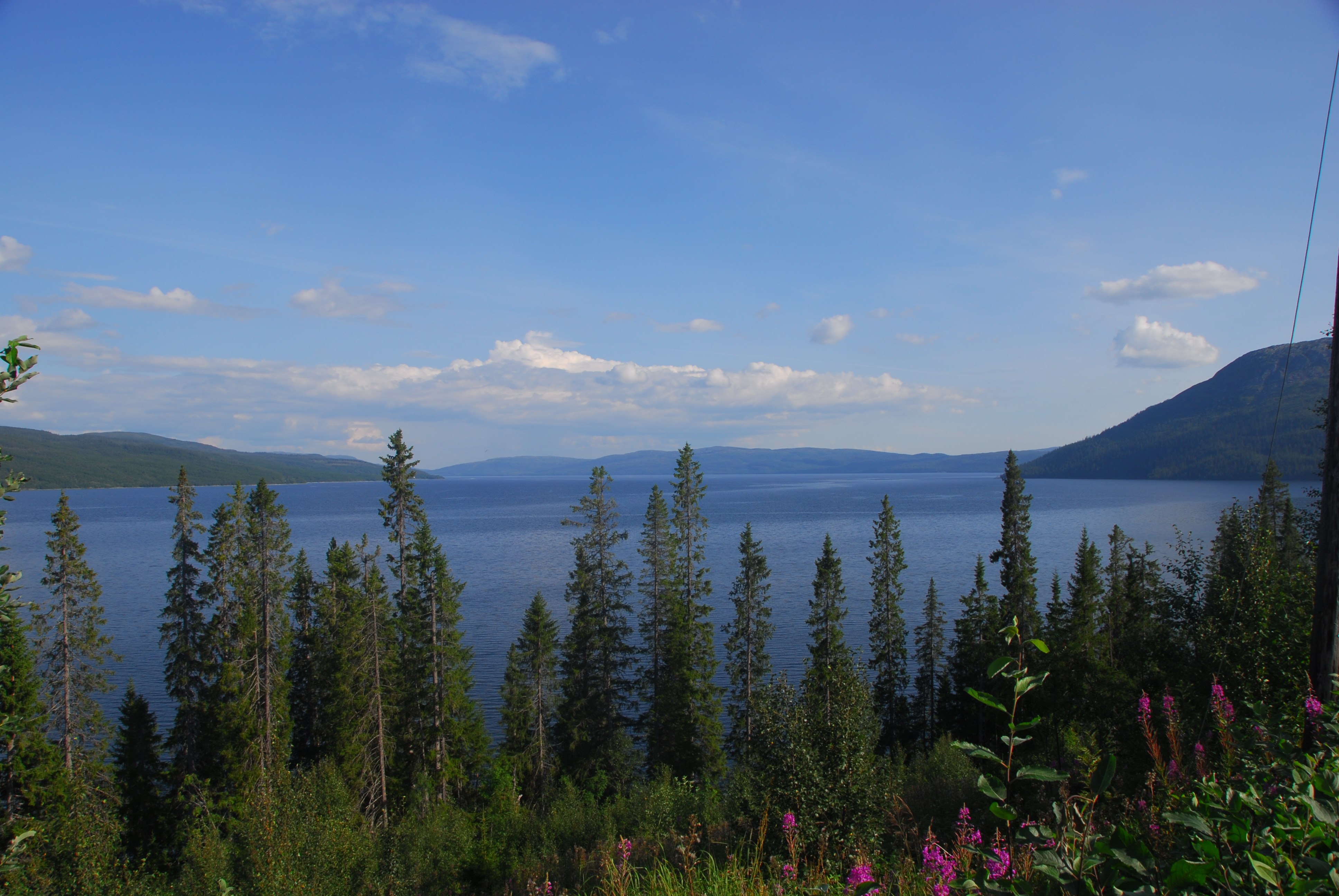
Tunnsjøen

Røyrvik liegt im Nordosten Trøndelags an der Ostgrenze zu Schweden. Die Gemeinde grenzt in Norwegen an Hattfjelldal im Norden, Grane auf einem kurzen Abschnitt im Nordwesten, Namsskogan im Westen, Grong an einem Punkt im Südwesten sowie Lierne im Süden. Die Grenzen zu Hattfjelldal und Grane stellen zugleich die Grenze zwischen Trøndelag und dem Fylke Nordland dar. In der Kommune liegen mehrere große Seen. Im Süden, auf der Grenze zu Lierne liegen die Seen Limingen und Tunnsjøen. Am Limingen-Nordufer liegt die Ortschaft Røyrvik. Weiter im Norden liegt der See Namsvatnet, von dem der Fluss Namsen in Richtung Nordwesten abfließt.
Das Gemeindeareal von Røyrvik ist von hohen Erhebungen geprägt. Fast die gesamte Kommune liegt auf einer Höhe von über 300 moh., über die Hälfte liegt höher als 600 moh. Die Erhebung Jetnamsklumpen (samisch Jitnemensnuhkie) stellt an der Nordgrenze mit einer Höhe von 1512,85 moh. den höchsten Punkt der Kommune Røyrvik dar. Im Norden der Kommune liegt der südliche Bereich des Børgefjell-Nationalparks.

## Einwohner
Heute gehört Røyrvik zu den einwohnerärmsten Kommunen Norwegens. In den 1960er-Jahren begann die Einwohnerzahl anzuwachsen, als eine Grube in der Kommune geöffnet wurde und Arbeitsplätze schuf. Der Betrieb wurde 1998 eingestellt und ab Mitte der 1990er-Jahre ging die Einwohnerzahl stark zurück. In der Dekade zwischen 1996 und 2006 schrumpfte die Zahl um etwa 24 Prozent. Die Einwohner leben vor allem rund um den Ort Røyrvik und ansonsten an den Seen und den Hauptverkehrsadern verteilt. Der Verwaltungssitz Røyrvik ist der einzige sogenannte Tettsted, also die einzige Ansiedlung, die für statistische Zwecke als eine städtische Siedlung gewertet wird. Zum 1. Januar 2024 lebten dort 221 Einwohner.
Røyrvik hat wie viele andere Kommunen der Provinz Trøndelag weder Nynorsk noch Bokmål als offizielle Sprachform, sondern ist in dieser Frage neutral. Da Røyrvik Teil des samischen Verwaltungsgebiets ist, ist die norwegische Sprache dem Samischen gleichgestellt. Die Einwohner haben folglich unter anderem einen Anspruch darauf, die Kommunikation mit öffentlichen Organen in einer samischen Sprache laufen zu lassen.
| Jahr          | 1986 | 1990 | 1995 | 2000 | 2005 | 2010 | 2015 | 2020 | 2025 |
| ------------- | ---- | ---- | ---- | ---- | ---- | ---- | ---- | ---- | ---- |
| Einwohnerzahl | 713  | 742  | 737  | 595  | 542  | 495  | 475  | 461  | 443  |

## Geschichte

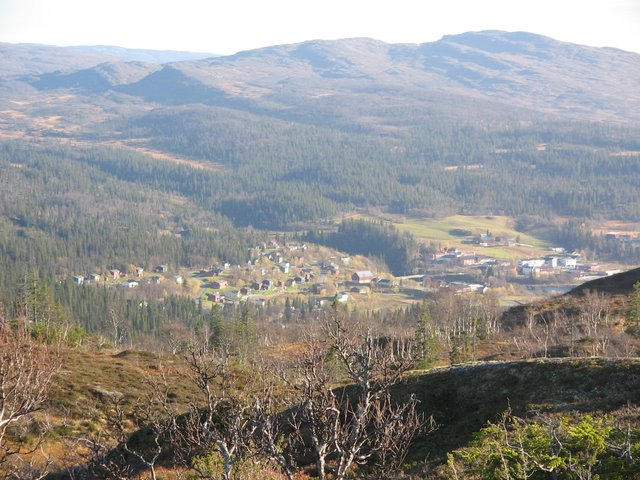
Blick auf den Ort Røyrvik, 2005

Die Kommune Røyrvik entstand am 1. Juli 1923 als Grong in Røyrvik mit 392, Namsskogan mit 469, Harran mit 630 und die neue Kommune Grong mit 1272 Einwohnern aufgespalten wurde.
Bis zum 31. Dezember 2017 gehörte Røyrvik der damaligen Provinz Nord-Trøndelag an. Sie ging im Zuge der Regionalreform in Norwegen in die zum 1. Januar 2018 neu geschaffene Provinz Trøndelag über.
Die Kommune ist südsamisches Siedlungsgebiet. Auf der Insel Gudfjelløya im Tunnsjøen befindet sich ein samischer Opferplatz. Die Røyrvik kirke ist eine Holzkirche aus dem Jahr 1901.

## Wirtschaft und Infrastruktur

### Verkehr
Von der Ortschaft Røyrvik führt der Fylkesvei 773 in den Westen zur Europastraße 6 (E6) in Namsskogan. Von der Ortschaft in den Osten führt der Fylkesvei 7024 an die schwedische Grenze.

### Wirtschaft
Die Landwirtschaft zählt zu den wichtigsten Bereichen der Lokalwirtschaft in Røyrvik. In der Landwirtschaft ist die von den südsamischen Bewohnern praktizierte Rentierhaltung verbreitet. Bis in die 1990er-Jahre warren die Joma gruver ein wichtiger Arbeitgeber. In den Gruben wurde von der Firma Grong Gruber von 1972 bis 1998 Bergbau betrieben. Das größte Wasserkraftwerk der Kommune ist das 1965 in Betrieb genommene Kraftwerk Røyrvikfoss. Von 1981 bis 2010 hatte es eine mittlere Jahresproduktion von 88,7 GWh. Im Jahr 2020 arbeiteten von etwa 240 Arbeitstätigen zirka 170 in Røyrvik selbst, der Rest verteilte sich weitgehend auf umliegende Kommunen wie Namsskogan und Lierne.

## Name und Wappen
Das seit 1985 offizielle Wappen der Kommune zeigt ein silbernes gekreuztes Silberkreuz auf blauem Hintergrund. Es soll die südsamische Handwerkskunst darstellen. Der Gemeindename setzt sich aus den beiden Bestandteilen „røyr“ und „-vik“ (deutsch Bucht) zusammen und bezieht sich auf eine Bucht im See Limingen. Die erste Silbe leitet sich vermutlich vom norwegischen Wort røyr für Wandersaiblinge ab.